# Henk Rijkers
Henk Rijkers is een Nederlands katholiek journalist. Van september 2013 tot januari 2017 was hij hoofdredacteur van het Katholiek Nieuwsblad (KN).

## Loopbaan
Hij studeerde slavistiek en begon in 1994 als recensent bij het KN, waar hij in 1998 redacteur maatschappij werd. In 1997 was hij al begonnen te schrijven over de zaak Fred Spijkers. Spijkers weigerde te liegen bij zijn werkgever (Defensie) over een ongeluk met een landmijn.
Op 17 januari 2017 werd bekend gemaakt dat Henk Rijkers onder druk als hoofdredacteur van Katholiek Nieuwsblad was opgestapt als gevolg van verdeeldheid met het bestuur over de juiste koers.

## Werken
- Willibrord tussen Ierland en Rome : een bundel historische en muzikaal-liturgische bijdragen., Koen van Gulik, Arnoud Heerings, Henk Rijkers, Lauran Toorians (red.), Uitgeverij De Keltische Draak, 1995 ISBN 9080278521;
- Een grote paus, Henk Rijkers en Robert Lemm, Uitgeverij Aspekt B.V., 2004 ISBN 9789059114180, over het pontificaat van Johannes Paulus II;
- Tympano Choro & Organo. Liber Festivus In Honorem Jan Boogaarts, Henk Rijkers en Jeroen Boogaarts (red.), Uitgeverij Walburg Pers, 2009 ISBN 9789057305795.